# 四十八手

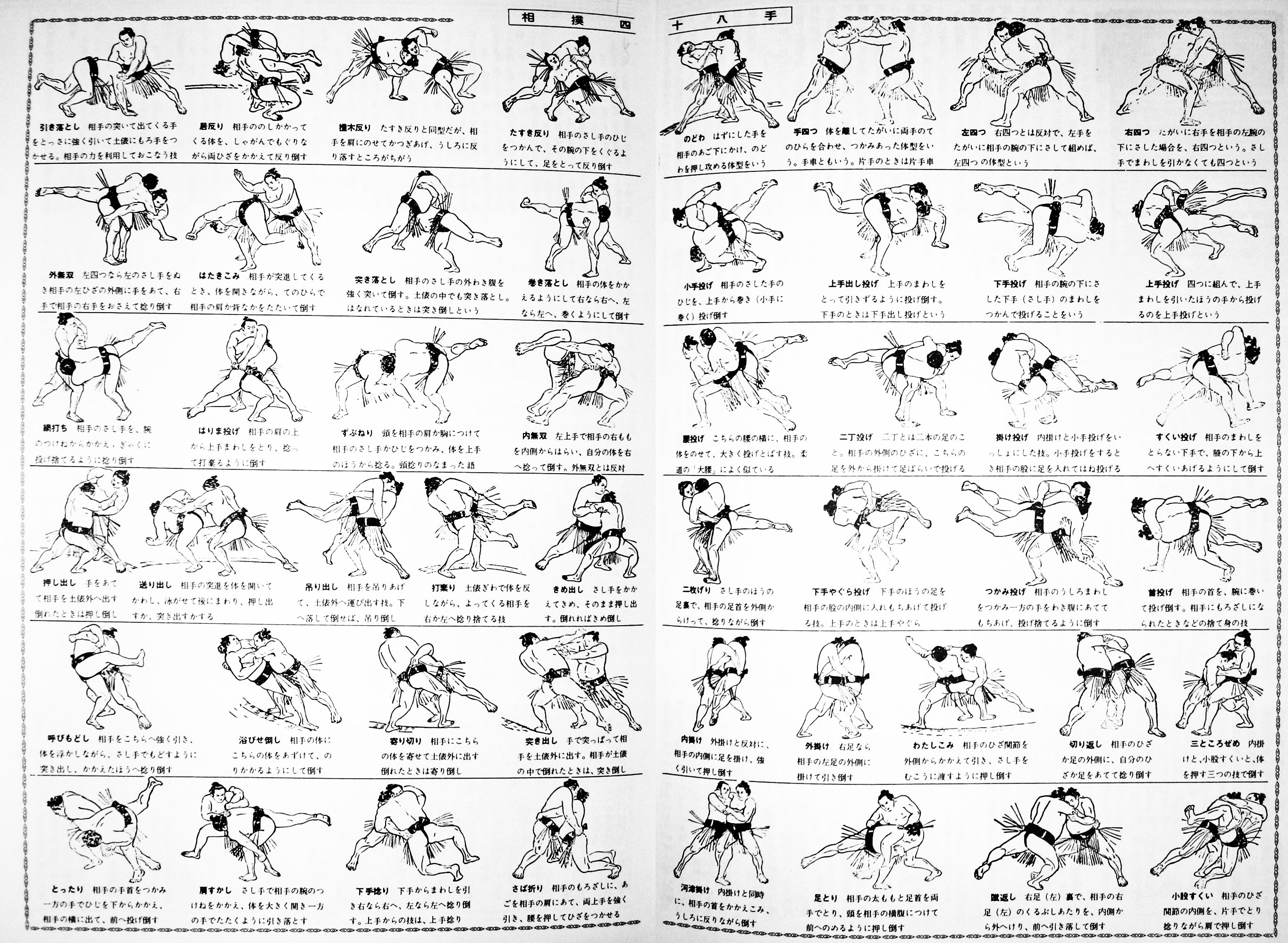
書籍『日本百科大事典』の四十八手

四十八手（しじゅうはって）は、相撲における決まり手などをあつめたもの。室町時代からその名が見られる。古来の日本では、「縁起の良いたくさんの数」として48を使用した。初期のこの呼称は、正しく技の数を数えてのものではなく、ただ単に「相撲の技の数は多い」「縁起よく48」などという意味だったと考えられている。

## 概要
書籍『相撲入門』（1950年）によると奈良時代の聖武天皇の時代に滋賀の清林が相撲司になった時、四十八手が制定された。内容については投げ手、掛け手、反り手、捻り手がそれぞれ12手によって構成されているとはあまり異論はないが、12手の内容については諸説あるとしている。同著によると勧進相撲まではそれほど完備された四十八手はなく江戸時代以降に完成された説もあるとしている。
江戸時代になると、様々なものの数を48で定めることが多くなり、大岡忠相が定めた町火消も同じ由来により48組とされている。滝でも、大小の滝がそこに数多くあってそれで一つの滝をなしている時などは、赤目四十八滝といったふうに48という数を呼び名にする。
江戸の寛文時代になって、相撲における取り組みの決まり手を文書として整理し、これも投げ手12、掛け手12、反り手12、捻り手12、合計四十八手とした。寛文時代の相撲には既に土俵が存在しており、土俵外へ出す技で決まることも多かったため、あまり実用的な意味はなかった。
書籍『大百科事典』（1933年、平凡社）は、資料によって四十八手は異なり、計約150手に及ぶ旨、記載している。2017年の『大相撲ジャーナル』誌では、技の名称は多い時で300手かそれ以上になったと言われている。「裏手」と呼ばれる返し技、「手捌き八十二手」「手砕き八十六手」といった新手の登場、さらには行司の流派による同一の技の呼称の違いまであった。部屋の秘技として親方から直伝される技もあり、これらの秘技の多くは名前だけが残り、どういう技であったか文献に残っていない。あるいは、名前も残らない秘技もあったかも知れない。文や絵図に残さず秘技として伝えられていた技そのものが、力士の世代が変わると変化していったとも言われる。元禄時代になると、現在にみられる呼称が徐々に増えていった。
大相撲の興行にも競技性が必要とされる時代になると、力士が意識してはできない偶然の技も興行の楽しみの一要素とはいえ、前時代的なものとなった。そこで、昭和30年の本場所に日本相撲協会では秀ノ山（元関脇・笠置山）を中心としてこの48手と呼ばれた決まり手を1955年に68手に整理した。これは歴史的な統合であり、力士が技を使う頻度が統合の基準となったが、相撲通にしか見分けられなかったような微妙な技までも、わかりやすい技の中の一連の動作として統合された。頻度とは無関係に技の種類として大別されるものを後世に残す意図から改訂や追加がなされ、2024年現在、認定している実際の決まり手は82手存在する。

## 主な決まり手
突き出し
手のひらをもって相手を突き、土俵外に出す。
寄り切り
四つ身になって相手を土俵外へ出す。
押し出し
もろはず、片はず、あるいは両前まわしから相手を押し上げて土俵外に出す。
上手投げ
上手まわしを引いてその側から相手を投げる。
下手投げ
下手まわしを引いてその側から相手を投げる。
小手投げ
相手の差し手を抱え込んで投げる。
掬い投げ
差し手でまわしを引かずに相手を掬い上げるようにして投げる。
出し投げ
まわしを引いた手を返すことなく、肘を脇につけたまま出すようにして投げる。現在公式の決まり手の名称としては「上手出し投げ」「下手出し投げ」に分かれている。
首投げ
相手の首を巻いて投げる。
二丁投げ

掛け投げ

櫓投げ
相手の足に自分の足を吊り上げながら乗せて相手を空中に浮かせ、投げる。2009年名古屋場所において横綱朝青龍が日馬富士戦で34年ぶりに記録。
矢柄投げ

内掛け
相手の足の内側に自分の足をかけ、相手を転ばせる。
外掛け
相手の足の外側に自分に足をかけ、相手を転ばせる。横綱・双葉山の69連勝がストップしたとき（相手：安藝ノ海）の決まり手である。
切返し

蹴手繰り
自分の体を開いて相手の足を内側から蹴って倒す。
渡込み

二枚蹴り

足取り

居反り
自分の体を真後ろに反らせ、相手の体を自分の体の上にのせて投げる。プロレスのバックドロップのような技。
突き落とし
相手が出てきた場合、相手の差し手の外側から脇の下に親指を入れ、他の四指を肩に当てて下におっつけるようにして倒す。
巻き落とし

とったり
相手の片手を両手で持って投げる。
肩透かし
右(左)差し手で相手の左(右)腕の付け根を引っ掛けるようにして体を右(左)後ろへ開くと同時に左(右)手を上から回して相手の肩を叩いて引き倒す。
外無双
右(左)差し手を抜いて相手の右(左)膝の外側に手のひらを当て、左(右)手で相手の右(左)差し手をしっかりと抱えて捻り倒す。
内無双
自分の上手を相手の足の膝の内側に当てて掬い上げながら、差し手の方へ体を捻って相手を倒す。
上手捻り
上手まわしを引いて捻り倒す。
下手捻り
下手まわしを引いて捻り倒す。
鯖折
両まわしを取って引き付け、あごを相手の肩に当てて前に引き、相手の両膝をつかせる。
網打ち
相手の差し手を両手で抱えて、体を上手の方に開いて逆に捨てるように投げる。
引き落とし
相手の手や前まわしを掴んで前に引き倒す。
叩き込み
相手が前に出て来る時、体を開いて相手を前に落とす。
吊り出し
四つ身から相手を吊り上げて土俵外へ出す。
送り出し
相手の後ろに回って土俵外へ出す。
一本背負い

五輪砕き
もろ差しの体勢から、相手の首を自分の腹に付けさせておいて、差した両手を組んで相手の両腕を極める。五臓＝五輪を砕くほどの苦痛を相手に与えることからその名が付いた。レスリングのリバース・フルネルソンと同じ体勢。
仏壇返し（呼戻し）

## 禁じ手
相撲規則で定められている禁じ手は次の通りで、禁手を用いた場合は反則負けとなる。
- 握り拳で殴ること。
- 頭髪を掴む事。
- 目または鳩尾等の急所を突くこと。
- 両耳を同時に両手で張ること。
- 前たてみつを掴み、また横から指を入れて引くこと。
- 喉を掴むこと。
- 胸、腹を蹴ること。
- 一指、または二指を折り返すこと。